# Episodi di Buongiorno, mamma! (Terza stagione)
La terza stagione della serie televisiva Buongiorno, mamma!, composta da 8 episodi, viene trasmessa in prima visione su Canale 5 da settembre 2025 in quattro prime serate.